# Thurzó Gyula György
Thurzó György Gyula (szlovákul: Július Juraj Thurzo; Gyetva, Osztrák–Magyar Monarchia, 1882. február 21. – Radvány, Csehszlovákia, 1950. február 16.) Szlovákia első tengeri hajóskapitánya.

## Élete
A breznóbányai általános iskola után a selmecbányai evangélikus gimnázium tanulója lett, majd a fiumei haditengerészeti akadémiára ment. Mint hajóstiszt, eljutott Latin-Amerika és a karibi térség kikötőibe, az Atlanti-, Indiai-, és Csendes-óceánra. Az első világháború után visszatért hazájába. 1919-től egy besztercebányai megyei hivatal alkalmazottja. A hajós teherszállítás úttörője, tengerészeti iskolák alapítása is fűződik nevéhez. Később a belgrádi nagykövetségen lett diplomata. Idős korában Radványba költözött, itt is hunyt el. Tengeri útjai során is használt tintatartóját ma a besztercebányai múzeumban őrzik. Halála után jelentek meg emlékiratai.

## Emlékezete
- Gyetván emléktábla őrzi emlékét

## Könyve
- Po svetových moriach. Pozsony, 1973.

## Fordítás
Ez a szócikk részben vagy egészben  a   Július Juraj Thurzo című szlovák Wikipédia-szócikk ezen változatának fordításán alapul.  Az eredeti cikk szerkesztőit annak laptörténete sorolja fel. Ez a jelzés csupán a megfogalmazás eredetét és a szerzői jogokat jelzi, nem szolgál a cikkben szereplő információk forrásmegjelöléseként.